# Vissarion Grigorjevič Bělinskij
Vissarion Grigorjevič Bělinskij (rusky Виссарион Григорьевич Белинский; (30. květnajul./ 11. června 1811greg., Sveaborg – 26. květnajul./ 7. června 1848greg., Petrohrad) byl ruský literární kritik, estetik a revoluční demokrat narozený na území dnešního Finska.

## Život
Byl synem okresního lékaře v Čembaru (v gubernii Penza). Později tvrdil, že nemá na své dětství jedinou hezkou vzpomínku. Roku 1825 nastoupil v Penze na gymnázium. Školu zanedbával, a tak byl v posledním ročníku vyloučen. Díky vlivným známostem nicméně mohl roku 1829 nastoupit na Moskevskou univerzitu. Tamější filozofická fakulta byla střediskem schellingovství, a při ní se utvořil i kroužek studentů, do nějž Bělinskij vstoupil (dalšími členy byli K. Aksakov, M. Katkov, N. V. Stankevič aj.) V tomto spolku si osvojil Schellingovu filosofii přírody. Pak se nadchl pro hegeliánství. Pod jeho vlivem byl v letech 1837 až 1840. Za příklad toho, jakým způsobem využíval Hegelovu filosofii ve svých kritických článcích, může sloužit jeho posuzování poezie v článku „O hoři z rozumu, spis A. S. Gribojedova“ (1839). Bělinskij neuměl německy a svědectví o Hegelově filosofii se mu dostávalo od takových znalců, jako byli Stankevič a Bakunin. Na večerech u Stankeviče mladí romantikové čítali básnická díla (Puškina, Žukovského, Gogola a Lermontova, Shakespeara, Goetheho, Schillera či E. T. A. Hofmanna) a vedli o nich diskuse.
Pod vlivem Hofmannovy povídky "Seltsame Leiden eines Theater-Directors" se všichni nadchli pro divadlo. To se Bělinskému stalo osudné, neboť byl v září 1832 vyloučen z Moskevské univerzity, když jako stipendista a nešlechtic předložil cenzuře romantické drama Dmitrij Kalinin, v němž přirovnával šlechtu k hadům, krokodýlům a tygrům, kteří se živí kostmi a masem svých bližních a pijí jejich krev a slzy jako vodu. To bylo v době Mikulášské epochy, jen několik let po rozdrcení děkabristů, něco neslýchaného. Bělinskij sebekriticky posoudil své dílo jako nepříliš zdařilé a usoudil, že pro vlastní literární tvorbu nemá potřebné nadání. Pro svou profesionální kariéru si zvolil dráhu literární kritiky.
Po vyloučení z univerzity trpěl velkou bídou, až na podzim roku 1834 zaujal svým prvním článkem Literární snění (Литертурные мечтания) v časopise Teleskop (Телескоп). Získal v něm stálé místo recenzenta a redigoval jeho literární přílohu Řeč (Молвa). Roku 1836 byl časopis zakázán a Bělinskij opět ztratil publikační možnost. Od roku 1837 do roku 1839 pracoval ve vedení redakce časopisu Moskevský pozorovatel (Московский наблюдатель). Byla zde publikována řada jeho důležitých kritických statí. Z finančních důvodů časopis zanikl a Bělinskij znovu upadl do bídy.
V roce 1840 přijal pozvání A. A. Krajevského, aby psal kritiky do jeho časopisu Vlastenecké poznámky(Отечественныя записки). Díky tomu se konečně zbavil dluhů. Přesídlil za tím účelem i do Petrohradu. Došlo u něj také k velkému tvůrčímu přívalu a změně zaměření jeho kritických článků. V letech 1840–1846 napsal do Vlasteneckých poznámek řadu článků o ruských spisovatelích, ruské lidové poezii a dějinách literatury, které tvoří celý svazek a v podstatě představují historii ruské literatury od Lomonosova po Puškinovu smrt. V této době se zformovala jeho literárně kritická tvorba jako výraz společenského postoje a získala veřejný význam. Ve svých rozborech ruské literatury Bělinskij hodnotil stav společnosti a pomáhal utvářet společenské a literární vědomí současných tvůrců. Umění by mělo podle jeho názoru přinášet analýzu a kritiku společnosti, reálně zobrazovat společenskou situaci. Seskupil se kolem něj sbor mladých ruských literátů a radikálních demokratů, které velmi ovlivnil.

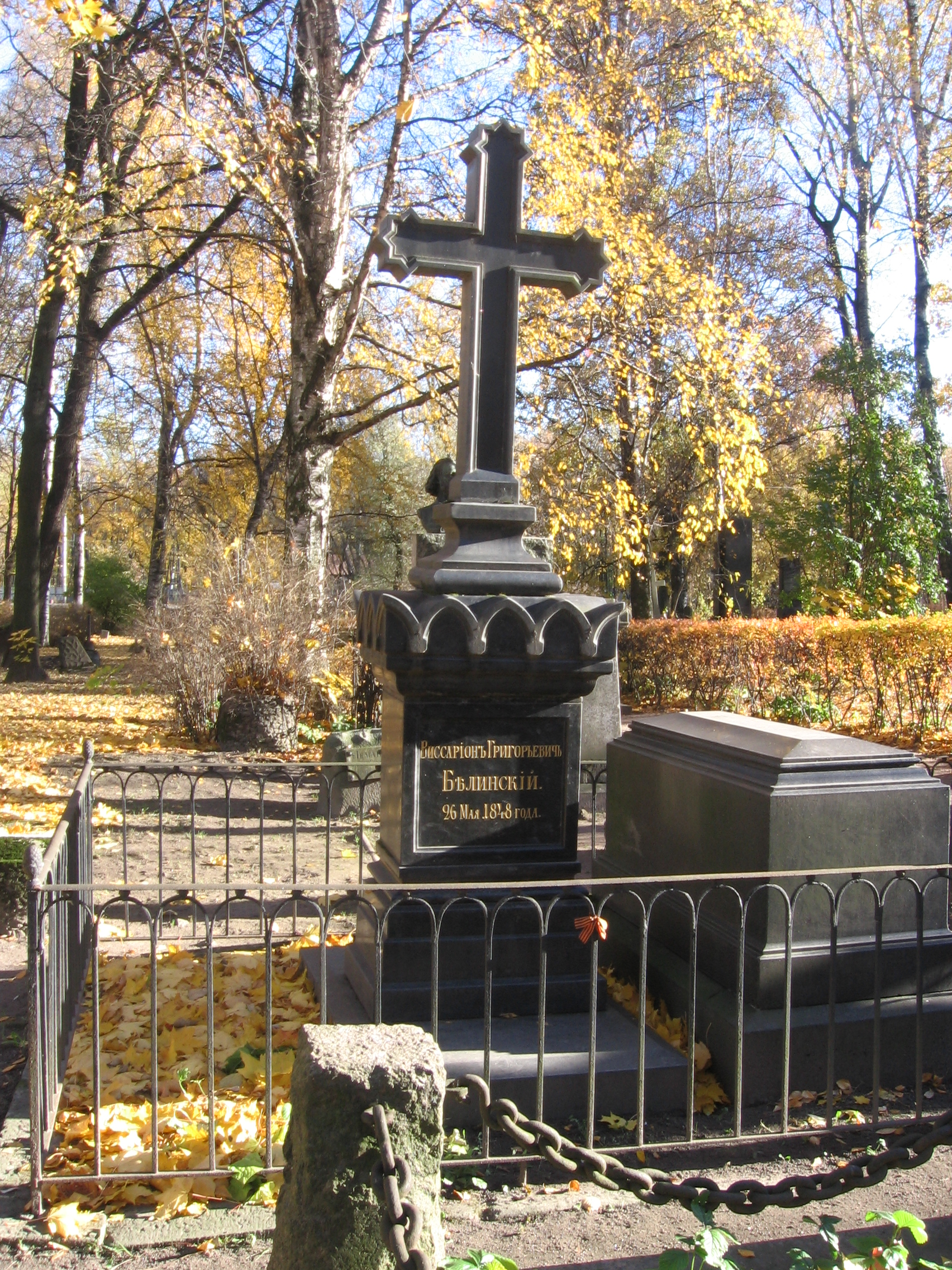
Bělinského hrob v Petrohradu

V roce 1843 se Bělinskij oženil s Marií Vasiljevnou Orlovovou, o dva roky později se jim narodila dcera Olga. Další dvě děti zemřely několik měsíců po narození. 

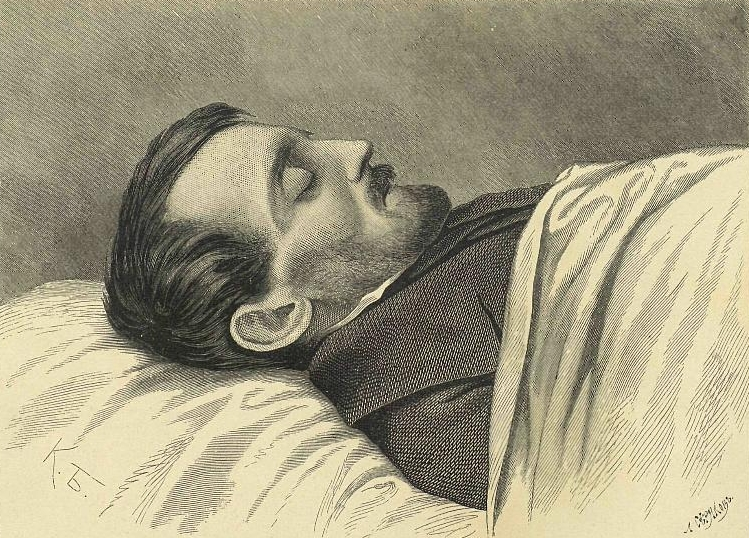
Vissarion Grigorjevič Bělinskij, 7. června 1848

Už od počátku třicátých let Bělinskij trpěl chronickou plicní chorobou, která se prudce zhoršila v roce 1845. Po konfliktu s A.A.Krajevským ukončil svou práci v časopise Vlastenecké poznámky. Na doporučení lékařů strávil několik měsíců u moře na jihu Ruska a po návratu do Petrohradu se stal stálým spolupracovníkem nového měsíčníku Současník (Современник), který založili N.A.Někrasov a I.I.Panajev. Z důvodu postupující nemoci však Bělinskému vyšel pouze jeden velký článek, Přehled ruské literatury roce 1847.
Na jaře 1847 se odjel léčit do lázní v Salzbrunnu (dnes Szczawno-Zdrój na jihu Polska), kde napsal esej pod názvem Dopis Gogolovi, která je shrnutím jeho kritických myšlenek. Bělinského nemoc neustupovala, nepomohla ani nová léčba v soukromém sanatoriu ve Francii. Po návratu do Petrohradu byl zadlužený Bělinskij navíc stíhán carskou policií kvůli svým kritickým článkům. Pokročilá nemoc stíhání ukončila. Bělinskij zemřel v předvečer revoluce roku 1848 na souchotě ve věku 36 let. Byl pohřben na Volkovském hřbitově na místě zvaném Literární mosty, kde odpočívají významné osobnosti ruské kultury a umění.

## Literární kritika
Kritickou činnost Bělinského lze rozdělit na dvě období:
- Třicátá léta, ve kterých lze Bělinského charakterizovat jako demokrata. V té době ho zajímaly především estetické a filozofické aspekty umělecké tvorby. Vycházel z Hegelovy filozofie: Hegelovu tezi, že vše skutečné je rozumné, interpretoval jako ideu smíření se se skutečností. Postupně však začínal vyzvedávat ideu negace nerozumného a zkoumat zákon, kterému se podřizuje život společnosti a lidských individuí.

- Čtyřicátá léta, v nichž se stal radikálním demokratem. Přiklonil se nakonec k materialismu: duchovní není nic jiného než činnost fyzického. Z ideje zákonitosti společenského života vyvozoval ideu nezbytnosti společenského pokroku. Bělinskij se přikláněl k socialistickému ideálu společnosti bez bohatých a chudých, jehož realizace vyžaduje pravděpodobně násilí. Usiloval však o aktualizaci idejí původního křesťanství, v důsledku čehož se dostával do střetu s anarchistou Michailem Bakuninem. V Bělinského estetických názorech se prosazovala idea historismu. Umění vymezoval jako názornou reprodukci skutečnosti, v níž se zachycují její typické rysy. U umělce podtrhoval význam jeho citu pro současnost a možnosti, které se v ní otevírají.

Co se týče Bělinského materialismu, Nikolaj Losskij zastává názor:
Bolševičtí spisovatelé tvrdí, že Bělinskij se pod vlivem Feuerbacha stal na konci života vyznavačem “antropologického materializmu”. Sovětští škrabálci se z příkazu vlády snaží v historii západoevropské a ruské kultury najít co možná nejvíc materialistů. Například i takového filosofa, jako byl Spinoza, považují za materialistu. Nevěřte jim ani slovo! Z Bělinského spisů není patrné, že by se stal materialistou.

### Literární snění
První významnější statí bylo Literární snění (Литертурные мечтания, 1834). Už v něm se projevil hlavní rozpor kritikovy estetiky třicátých let. Na jedné straně objektivně idealistický světonázor, ovlivněný německou romantickou filozofií, a na druhé straně snaha o věrnost skutečnosti. Žádal, aby literatura vycházela z pravdy ruského života a z potřeb lidu. Dokazoval, že vzdělaná ruská společnost (šlechta) pohrdá ruským jazykem a otrocky napodobuje své západoevropské vzory. Za skutečného nositele národní svébytnosti považoval lid, jehož jedinou kulturou je folklór. Mezi lidem a šlechtou je velká propast, její překlenutí považoval Bělinskij za prvořadé. Avšak na rozdíl od mnoha romantických teoretiků nehledal cestu k národní zvláštnosti v napodobování folklóru, ale ve věrném zobrazení ruského života. Do pojmu národní literatury tedy zahrnul požadavek realismu. Realismus, lidovost a národní svébytnost mu srůstaly v jeden nedílný pojem.

### O ruské povídce a povídkách p. Gogola

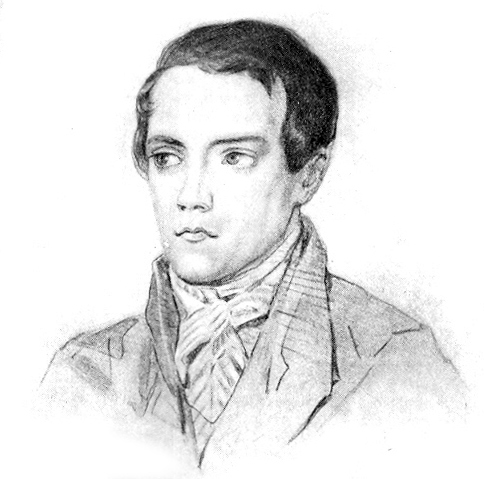
Vissarion Grigorijevič Bělinskij

Realistické tendence jsou ještě silnější v stati O ruské povídce a povídkách p. Gogola (О русской повести и повестях г. Гоголя, 1835). Bělinskij zde rozvedl svou koncepci "reálné poezie" a podal její přesnou charakteristiku: "...Poezie reálná, poezie života a skutečnosti je opravdová a pravá poezie naší doby. Její typický ráz záleží ve věrnosti skutečnosti; ona nepřetváří život, ale ho reprodukuje, znovu vytváří a jak vypouklé sklo v sobě odráží pod jedním hlediskem jeho rozmanité jevy, vybírající z nich ty, které jsou nutné pro složení úplného, živého a jednotného obrazu ... Abych uzavřel charakteristiku toho, co nazývám reálnou poezií, dodávám, že věčný hrdina, neměnný předmět její inspirace, je člověk."
V této stati najdeme všechny charakteristické rysy realistické poetiky. Vzorem mu byl Nikolaj Vasiljevič Gogol, kterého ještě za Puškinova života slavil jako zakladatele nové etapy literárního vývoje. Za základní esteticko-noetické gesto Gogolovy prózy považoval "smích přes slzy".

### Básně M. Lermontova

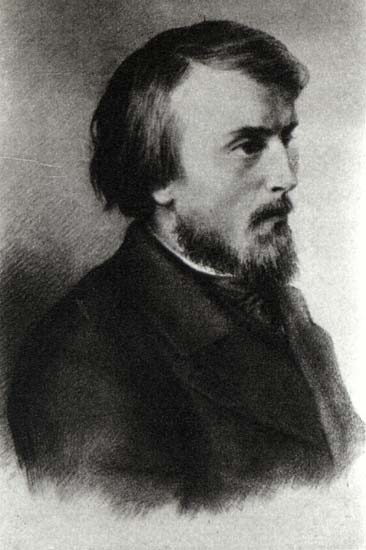
Vissarion Grigorjevič Bělinskij

V této stati (Стихотворения М. Лермонтова, 1841) podrobil kritice svůj dřívější požadavek absolutní objektivity. Hlouběji se zabýval vztahem umělce ke skutečnosti. Nevzdával se sice myšlenky o objektivní zákonitosti historického dění a vyžadoval i nadále, aby autor pravdivě vyjadřoval jeho smysl, ale cestu k tomu viděl v tom, jak autor sám postihuje podstatu smutné skutečnosti.

### Přehled ruské literatury roce 1846
Ve čtyřicátých letech přibývaly polemiky stoupenců západnictví se slavjanofili. Bělinskij stál v tomto sporu na straně pokrokovějších stoupenců západnictví. V řešení problému ruské národní povahy hledal odpověď na otázku, o jaké rysy ruské povahy je možno opřít se v boji za změnu skutečnosti. Obzvlášť ho zajímaly revoluční rysy ruské národní povahy. Proti slavjanofilskému zdůrazňování ruské pokory a zbožnosti vyzdvihoval příklad Ivana Hrozného. Proti názorům o přirozené ruské konzervativnosti stavěl příklad Petra I. Velikého

### Statě o Puškinovi
Jedním z cílů, které si Bělinskij vytyčil, bylo sepsání teoretických dějin ruské literatury. Pro nemoc však splnil svůj plán jen částečně, v jedenácti Statích o Puškinovi (Статьи о Пушкине, 1844–1846). K výkladu přistoupil přísně historicky. V prvních třech statích podal nástin literatury 18. a počátku 19. století. V ruském literárním vývoji rozeznával dva základní proudy:
- Satirický proud, který považoval za umělecky a společensky nosnější, protože má blíže k ruskému životu
- Rétorický proud, ke kterému počítal ódy 18. století, Karamzina, Žukovského ad.

### Fyziologie Petrohradu a Petrohradský sborník
V letech 1845–1846 vyšly za spolupráce Bělinského a Někrasova dva sborníky: Fyziologie Petrohradu (Физиология Петербурга) a Petrohradský sborník (Петербургский сборник). Hlavní představitel oficiální žurnalistiky Bulgarin nazval ve své posměšné recenzi autory sborníků "naturální školou". Bělinskj název přijal a dokázal ho proměnit na generační program. Zdůrazňoval nutnost přirozené školy jako základního směru ruské literatury, položil důraz na analýzu tragické současnosti, na kritičnost literatury a demokratizaci její tematiky.

### Dopis Gogolovi
Dopis Gogolovi (Письмо Гогою, 1855) byl poprvé publikován v periodiku Polární hvězda. Obsahuje Bělinského ideologickou závěť. Lze ji považovat za minimální program ruské radikální demokracie. Vložil do textu požadavky na zrušení nevolnictví, zrušení tělesných trestů a zavedení přísné zákonnosti. Dopis přijalo radikální i umírněné křídlo ruské literatury, získal pro věc pokroku Turgeněva, Dostojevského, Někrasova i Gončarova. Dopis, rozšiřovaný v opisech, se stal přímo bojovým programem ruské demokracie let čtyřicátých až padesátých. Dostojevskij byl za veřejné čtení Dopisu Gogolovi odsouzen k smrti, těsně před popravou byl trest zmírněn na čtyři roky vyhnanství.

## Dílo
- 1832 – Dmitrij Kalinin (Дмитрий Калинин)
- 1834 – Literární snění (Литературные мечтания. Элегия в прозе)
- 1835 – O ruské povídce a povídkách p. Gogola (О русской повести и повестях г. Гоголя)
- 1835 – Nic o ničem (Ничто о ничём)
- 1835 – Básně V. Venediktova (Стихотворения В. Бенедиктова)
- 1838 – Hamlet. Shakespearova drama. (Гамлет. Драма Шекспира. Мочалов в роли Гамлета)
- 1840 – Hrdina naší doby. Dílo M. Lermontova(«Герой нашего времени». Соч. М. Лермонтова)
- 1841 – Ruská literatura v roce 1840 (Русская литература в 1840 году)
- 1841 – Básně M. Lermontova (Стихотворения М. Лермонтова)
- 1842 – Ruská literatura v roce 1841 (Русская литература в 1841 году)
- 1843 – Ruská literatura v roce 1842 (Русская литература в 1842 году)
- 1846 – Ruská literatura v roce 1845 (Русская литература в 1845 году)
- 1846 – Přehled ruské literatury roce 1846 (Взгляд на русскую литературу 1846 года)
- 1846 – Nikolaj Alexejevič Polevoj (Николай Алексеевич Полевой)
- 1847 – List Gogolovi (Письмо Н. В. Гоголю)
- 1848 – Přehled ruské literatury roce 1847 (Взгляд на русскую литературу 1847 года)